# Бьеф, Эдуард де
Эдуард де Бьеф (нидерл. Edouard De Bièfve; 1808—1881) — бельгийский живописец. Один из ведущих представителей европейского исторического романтизма. Придворный художник Прусского и Баварского королевских домов. Член Берлинской, Дрезденской, Мюнхенской и Венской академий художеств.
Эдуард де Бьеф родился в богатой семье в Брюсселе. Обучался в Брюссельской Академии живописи и скульптуры под руководством Жозефа Паелинка (1828-1830), с 1831 года продолжил учебу в Париже у Поля Делароша. Часто посещал студию французского скульптора Давида д’Анже.
Эдуард де Бьеф — художник исторического и портретного жанра. Создал галерею портретов членов королевских домов Пруссии и Баварии.
Картины художника находятся в Королевских музеях изящных искусств в Брюсселе, в Национальной галерее Берлина и др.

## Галерея

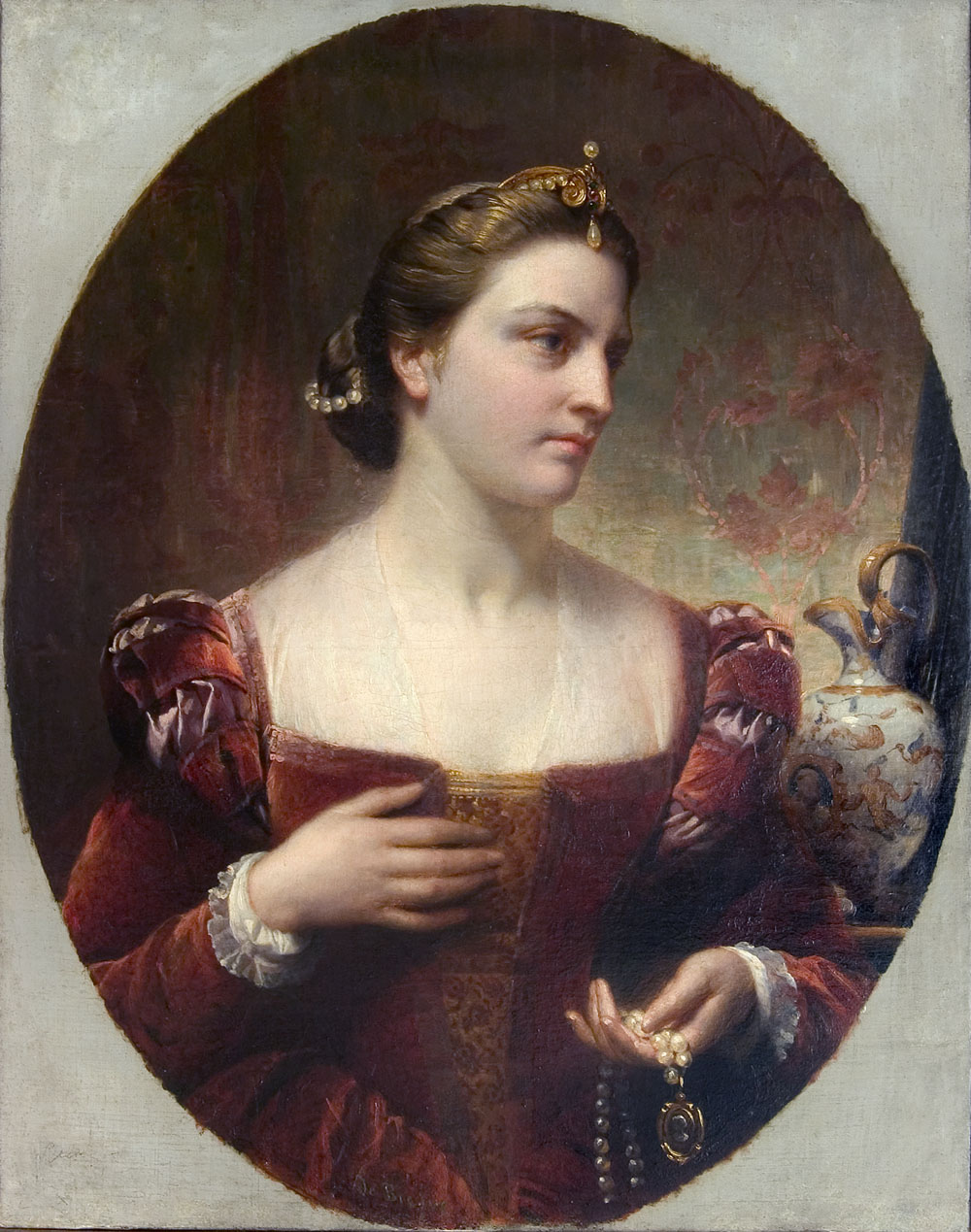
Портрет Александры Датской
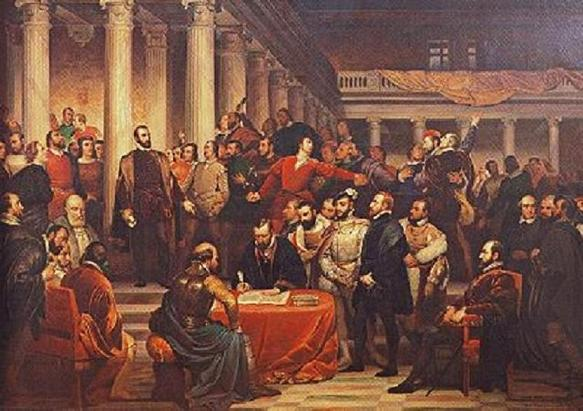
Компромисс голландской знати в 1566 году. 1849